# Bymarka

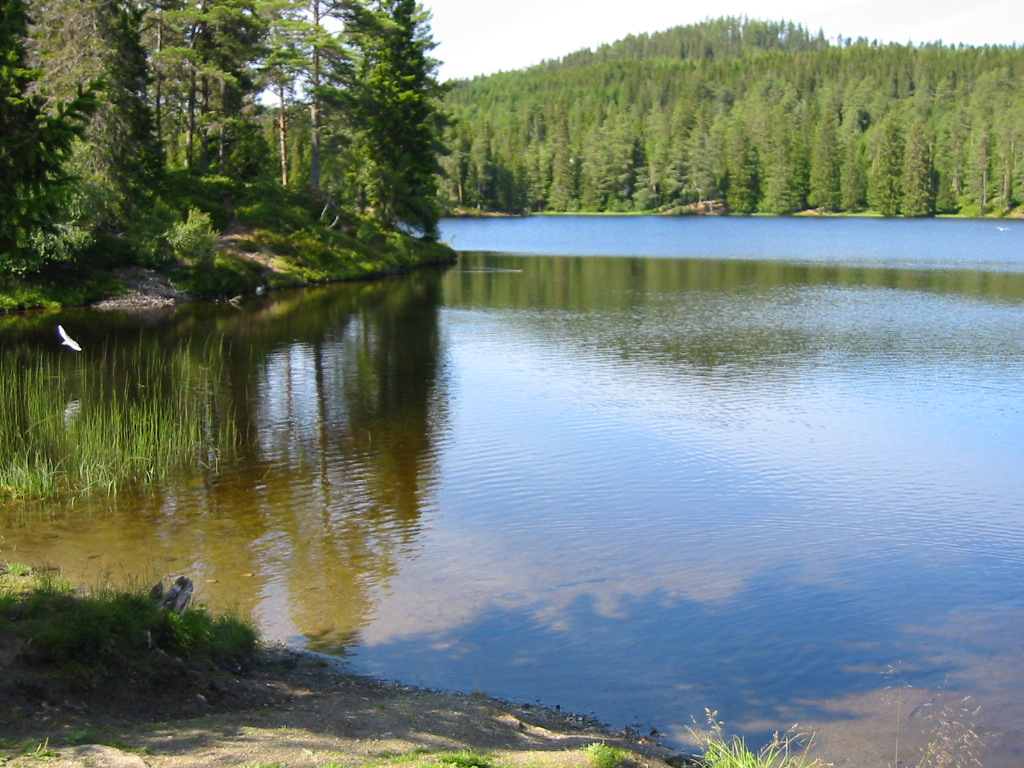
La zona de Baklien, a Bymarka.

Bymarka és un espai natural de la ciutat de Trondheim, Noruega, que es troba a l'oest del centre de la ciutat. L'àrea cobreix aproximadament 80 km². Al nord voreja el fiord de Trondheim. Els punts més alt de Bymarka són el mont Storheia (565 m) i Gråkallen (551 m).
És una coneguda àrea de recreació, que té més de 200 km de senders. S'utilitza sobretot per l'esquí de fons a l'hivern i també inclou un camp de golf als afores de la ciutat. La zona és habitada per diversos animals, que converteixen Bymarka en una zona faunística destacada.